# Noisy-le-Sec
Noisy-le-Sec é uma comuna francesa situada no departamento de Seine-Saint-Denis, região da Ilha de França. Seus habitantes são chamados de Noiséens.
Comuna decorada com a Croix de guerre com palmas ao título da Segunda Guerra Mundial, pois o seu centro ferroviário tem sido um dos mais ativos da resistência francesa e a coragem dos seus habitantes vítimas de um terrível bombardeio durante a noite de 18 de abril de 1944 foi portanto homenageada. A ofensiva aérea da Royal Air Force, destinada a destruir o importante centro ferroviário do Leste parisiense, tinha sido retransmitida pela mensagem da BBC "les haricots verts sont secs" ("as vagens estão secas"). Ela fez 464 vítimas civis, 370 gravemente feridos, 2 846 sem-abrigo: 20 minutos de inferno para toda uma geração de Noiséens.

## Transporte
Anteriormente, a comuna é servida por:

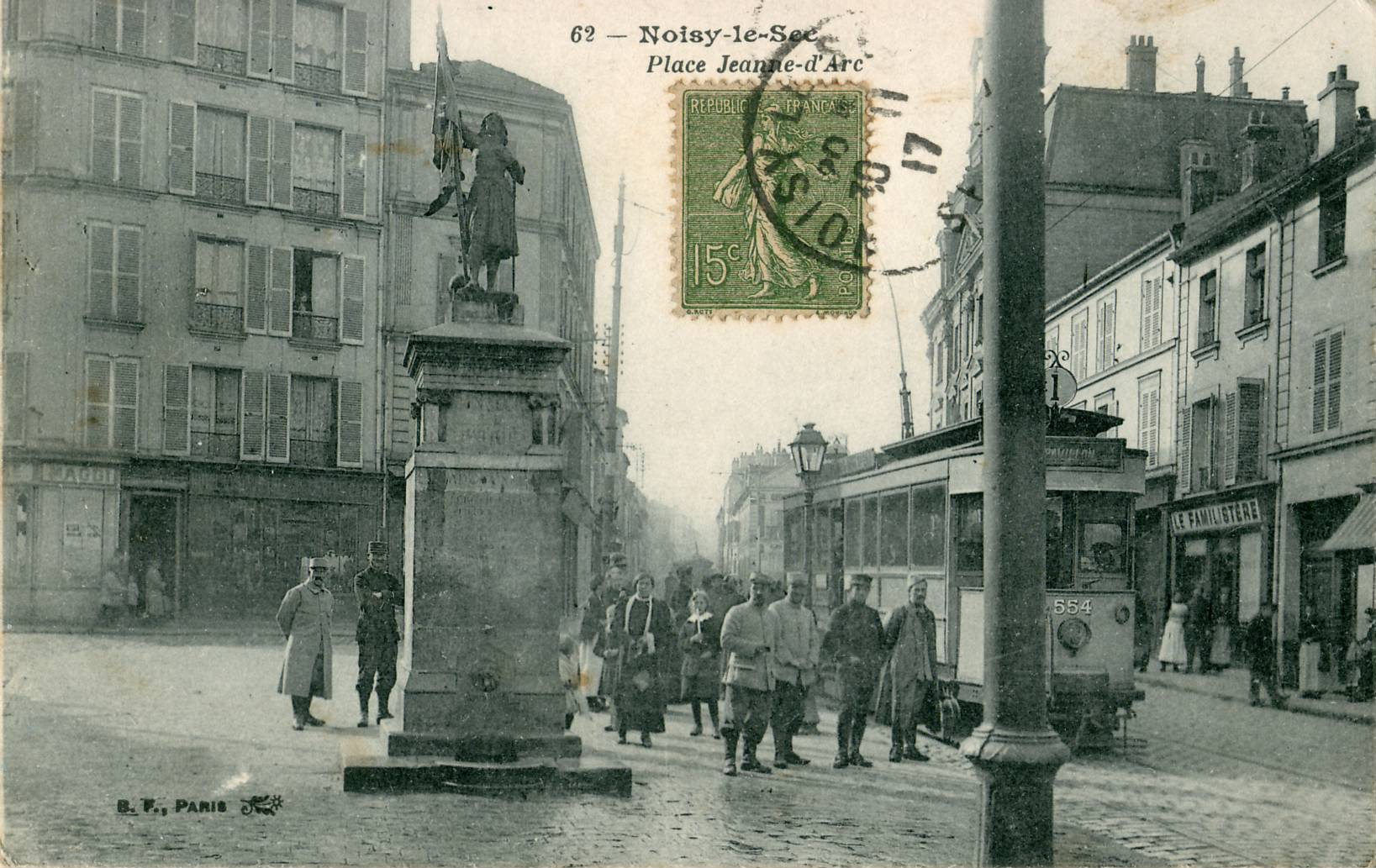
Bonde do Est parisien Place Jeanne-d'Arc, no início do século XX.
No centro da imagem, a fonte, construída em 1849, encimada por uma estátua de Joana d'Arc, que data de 1910.

- durante a criação da linha ferroviária Paris-Meaux, uma estação foi construída em Noisy-le-Sec. Tornada demasiado estreita, ele foi substituída por uma nova estação em 1910 (que foi destruída durante a Segunda Guerra Mundial). Em 1913, a estação recebia 1 557 637 passageiros (contra 884 517 em 1902) ;
- a linha da Grande Ceinture servia a estação de Noisy. Ela recebia passageiros de 1882 a 1939 ;
- a Compagnie des tramways de l'Est parisien (EP), explorava desde outubro de 1900 a linha de bonde entre Noisy-le-Sec e a Ópera, passando pela avenue Jean-Jaurès e estendida posteriormente até Les Pavillons-sous-Bois. Esta linha, renumerada 95 pela STCRP em 1921, foi transformada em linha de ônibus em 17 de dezembro de 1934, e é a ancestral da atual linha RATP 105. A cidade também foi servida pela linha 21c entre Ópera e Noisy–le–Sec. Esta linha foi removida em 3 de outubro de 1933 e substituída por uma conexão de ônibus, que foi a ancestral da atual linha RATP 145[3].

A comuna é atualmente servida por uma rede de transportes efetuantes:
- o RER E, na estação de Noisy-le-Sec, permite juntar a estação Haussmann - Saint-Lazare em 12 minutos, através da Estação de Magenta/Gare du Nord;
- o tramway T1 (estação terminal) vai de Noisy-le-Sec a Asnières-Gennevilliers.

#### Projetos para o Transportes correntes e Grande Paris

##### Tangentielle Nord
Em 2018, a Linha 11 Express do Tramway d'Île-de-France, projeto da linha de trem leve de 28 km e 14 estações ao longo da Grande Ceinture, deverá ligar a estação de Sartrouville à estação de Noisy-le-Sec, antes de uma eventual extensão mais para o Sul para a estação de Noisy-le-Grand - Mont d'Est depois de 2020.

##### Extensão do T1 em Bobigny até Val de Fontenay
O traçado da linha, para a travessia de Noisy-le-Sec, tem sido objeto de muitas partilhas na consulta anterior. Três hipóteses de traçados foram então submetidos a discussão. O traçado passando em ambas as direções, pela rue Jean Jaurès foi mantido e disponibilizado por uma decisão de 8 de julho de 2009 do Conselho do STIF. Em 17 de fevereiro de 2014, os prefeitos de Seine-Saint-Denis e Val-de-Marne assinaram a declaração de utilidade pública de T1 em Bobigny até Val de Fontenay.
Noisy-le-Sec agora é servida por 7 estações : Pont de Bondy, Petit Noisy, Gare de Noisy-le-Sec, Saint-Jean, Place Jeanne d’Arc, Rue Hélène et Carrefour de la Vierge. Consultar o traçado

##### Extensão da Linha 11 do Metrô
Os prefeitos de Seine-Saint-Denis e da Ilha de França/Prefeitura de Paris assinaram a declaração de utilidade pública para a extensão da Linha 11 do Metrô de Mairie des Lilas para Rosny-Bois-Perrier em 28 de maio de 2014. O traçado servirá a comuna com duas estações : Côteaux Beauclair e La Dhuys. A abertura está prevista para o final de 2022.

##### Conexão entre Paris 19e e Les Pavillons-sous-Bois
Para Noisy-le-Sec, o TZen 3 se inserirá ao longo da rue de Paris (ex-RN 3), entre a Pont de Metz e a Pont de Bondy. Quatro estações servirão Noisy-le-Sec: École Hôtelière, Arts de la rue, Bergère et Territoires de l’Ourcq.
O Tramway T4 poderá ser estendido para a estação de Bondy na estação de Noisy-le-Sec, no âmbito das hipóteses propostas pelo projeto de SDRIF publicado em novembro de 2006.

## Toponímia
Atestada sob a forma Nucenum Minus em 1096, Noisy-le-Sec poderia ter sido chamada de Noisy-le-Petit.
Do latim nucetum, nogueira; a segunda parte do nome refere-se à aridez do solo e a ausência de água.

## História

### Origem
Vestígios de ocupação pré-histórica foram encontrados em Noisy-le-Sec, em particular em 1920, na forma de um conjunto de pedras dispostas em uma casa, bem como fragmentos de cerâmica e ossos de animais, que remontam da Idade do Bronze. Foram encontrados também um biface do Paleolítico Médio. Um conjunto de 300 moedas romanas da Antiguidade tardia, enterradas por volta de 270, foi encontrado em 1911 na aderência da estação.
Noisy é uma villa atestada em 832. Em 842 o imperador Lotário deu aos religiosos de Saint-Maur-des-Fossés, todas as propriedades que ele tinha em Noisy-le-Sec. Ordenança confirmada em 998, pelo rei Roberto.
Em 1265, Isabelle de Romainville reconhece a manter em feudo do abade de Saint-Denis os vinhedos localizados no Clos du Châtelain, e o senhorio da abadia de Saint-Denis subsistirá até a Revolução. As abadias de Saint-Martin des Champs e de Livry também possuíam terras e direitos feudais em Noisy-le-Sec.
Sob Filipe o Belo, Enguerrando de Marigny teria sido senhor de Noisy-le-Sec, mas esta localidade não figura no seu cartulário normando. Ela foi confusa com Nogeon-le-Sec em que a ortografia antiga é muito próxima. Em todo caso, Noisy-le-sec estava em 1430 com Luís de Orleans,.
Este senhorio sob Luís XI, passou a Nicholas Balue, irmão do famoso cardeal de Balue.
Em 1517, Étienne Cochu e Denise Thiphaisne, sua esposa, curadores dos herdeiros de Étienne Damoiselet, relatório para o aprimoramento de Jacques Charmoulue, senhor de Noisy, seus estábulos, casa, granja, curral, pombal, pátio e jardim, paredes do muro, chamado fazenda de Cols, assentado na dita Noisy no final do fundo, segurando uma parte para a rua que leva na extremidade do fundo a la Magdeleine, levando de um lado para o dito Cochu e consortes e do outro lado Jean David (na esquina das ruas atuais de Saint-Denis e Denfert-Rochereau). Carlos IX permitiu o exercício da religião reformada.
Em 1709, a vila contava com 250 famílias, depois 304 em 1788, na véspera da Revolução. Em 1775, os éditos reais mencionavam Noisy como um dos locais onde pode ser exercido o culto protestante. Vários moinhos de vento existiam na comuna, um dos quais, o da Pequena torre, remontava ao menos de 1517 (destruído em 1912), perto da estação. Um outro foi atestado em 1618 e destruído antes de 1740.

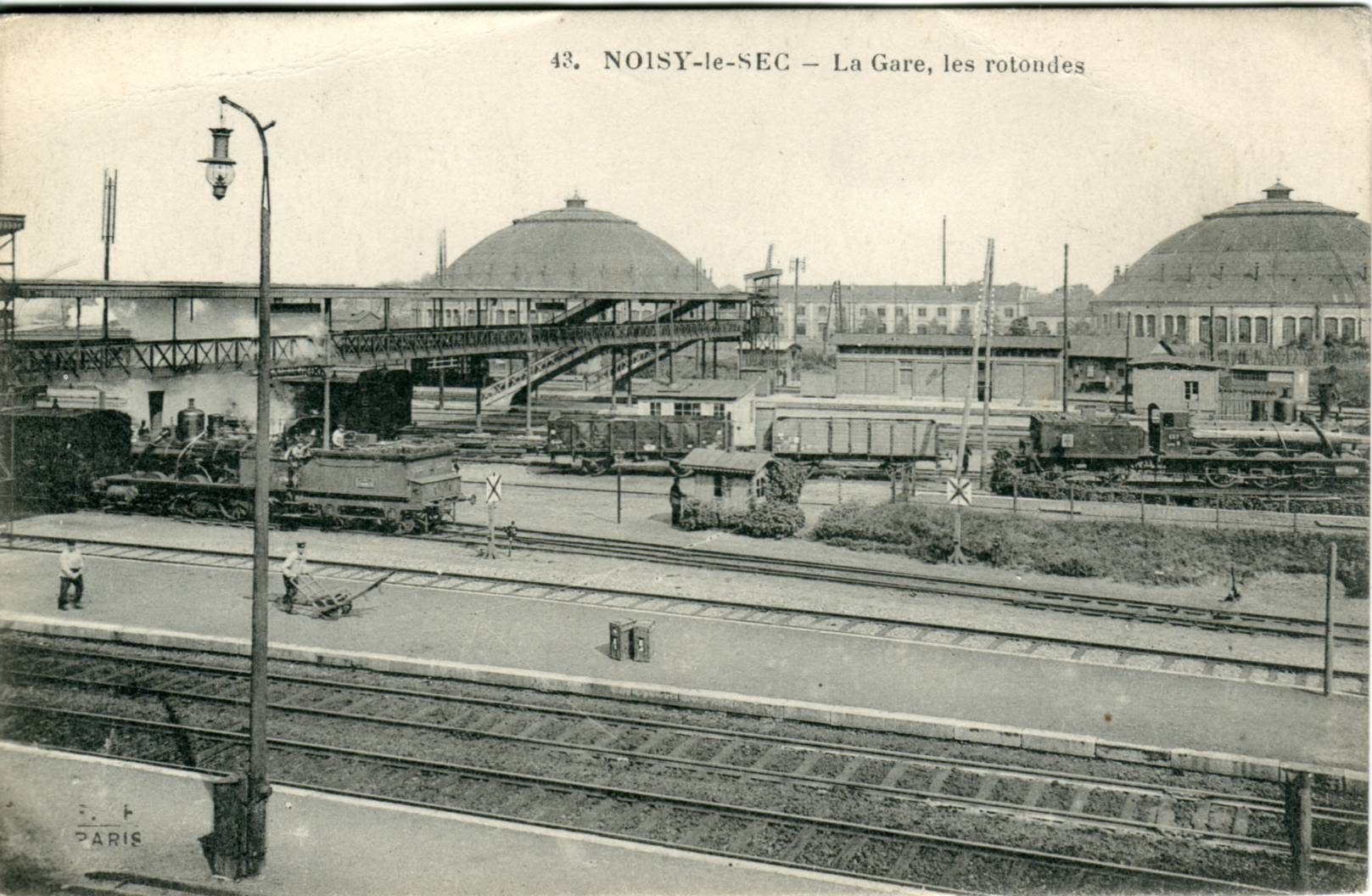
A estação de Noisy-le-Sec antes da Primeira Guerra Mundial.

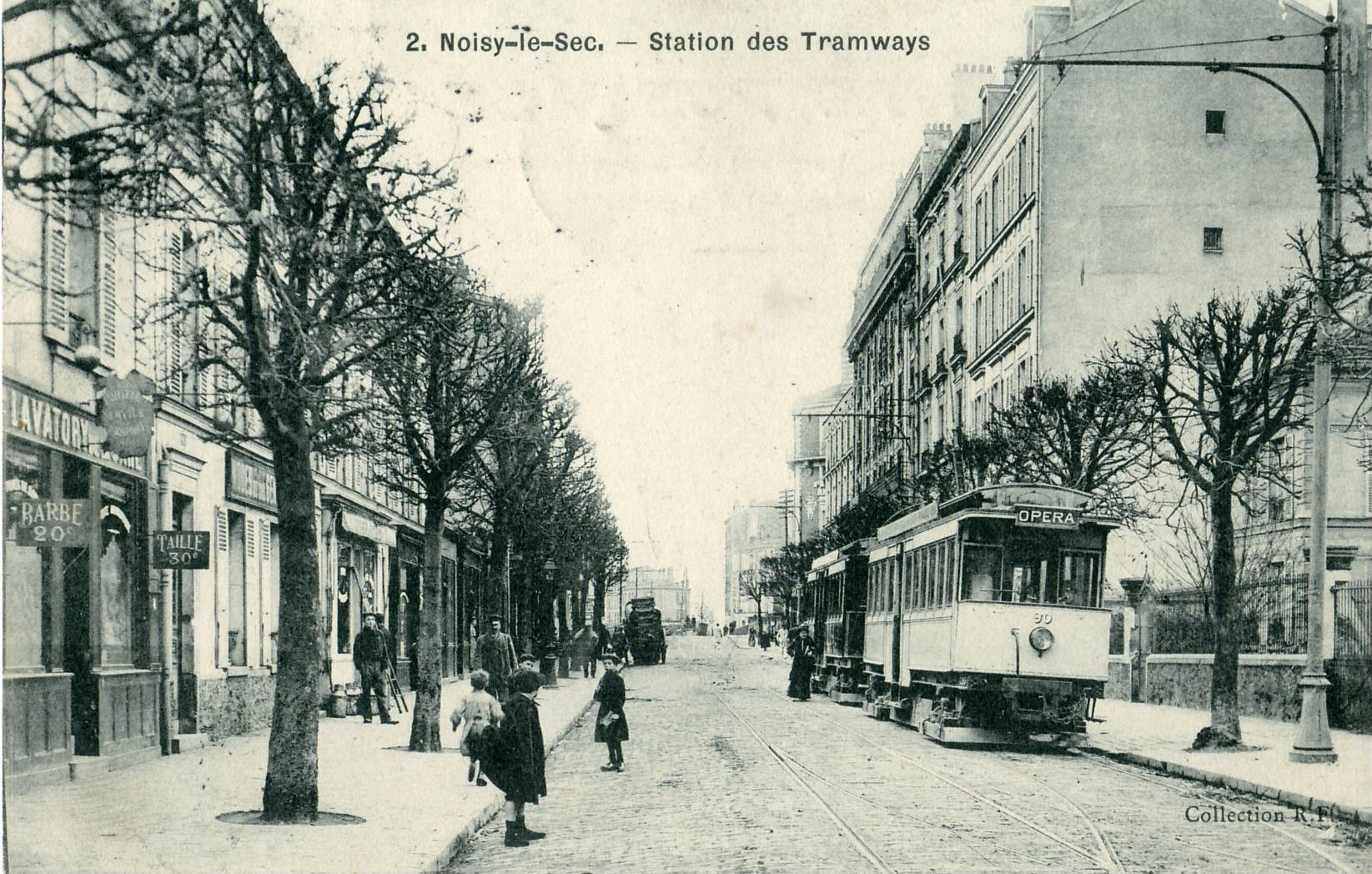

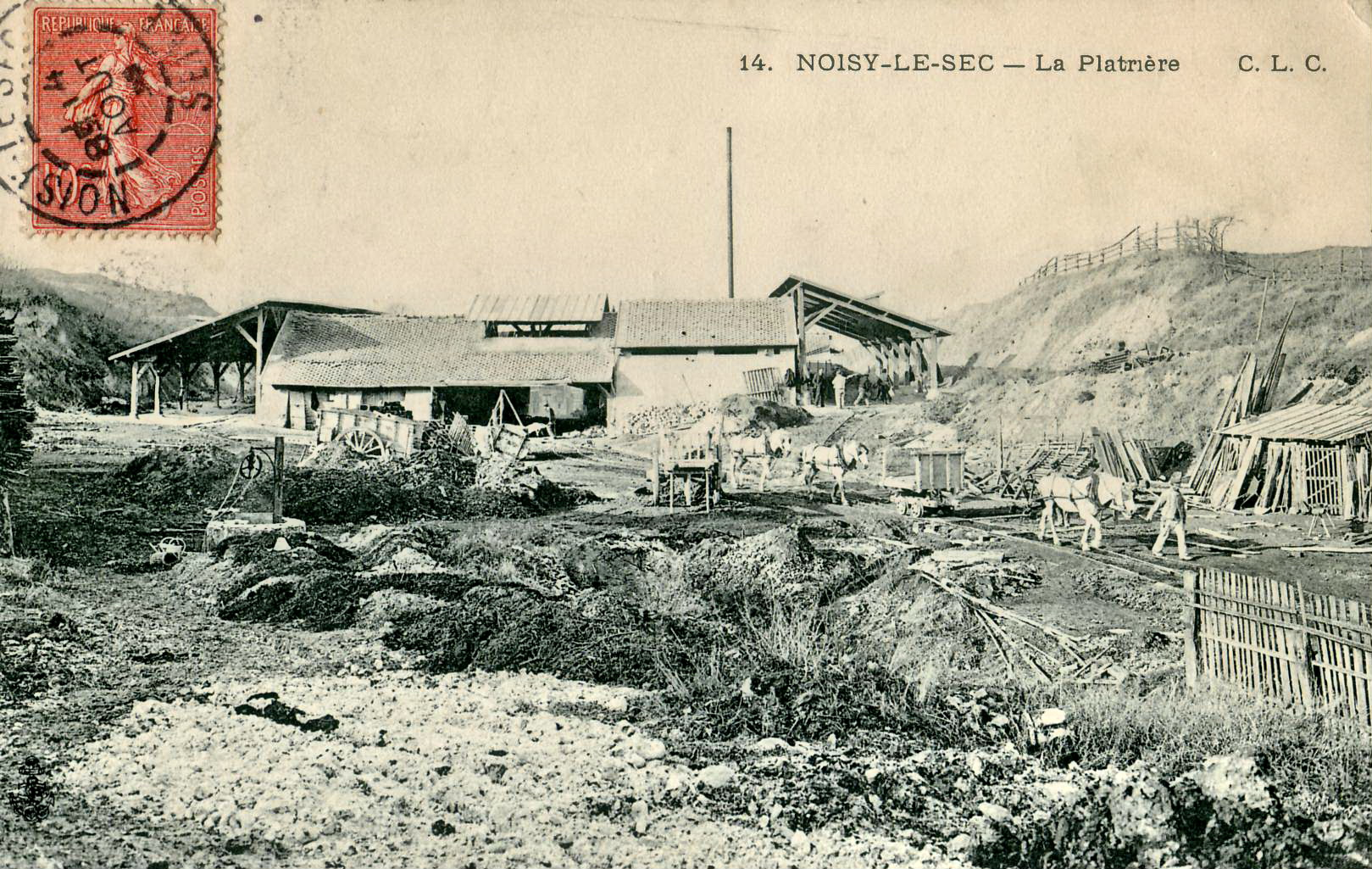

## Cidades geminadas
- Arganda del Rey (Espanha).
- South Tyneside (Reino Unido). Noisy-le-Sec foi geminada com Hebburn desde 1963, e esta cidade foi fundida para criar a comuna de South Tyneside.

## Cultura e patrimônio

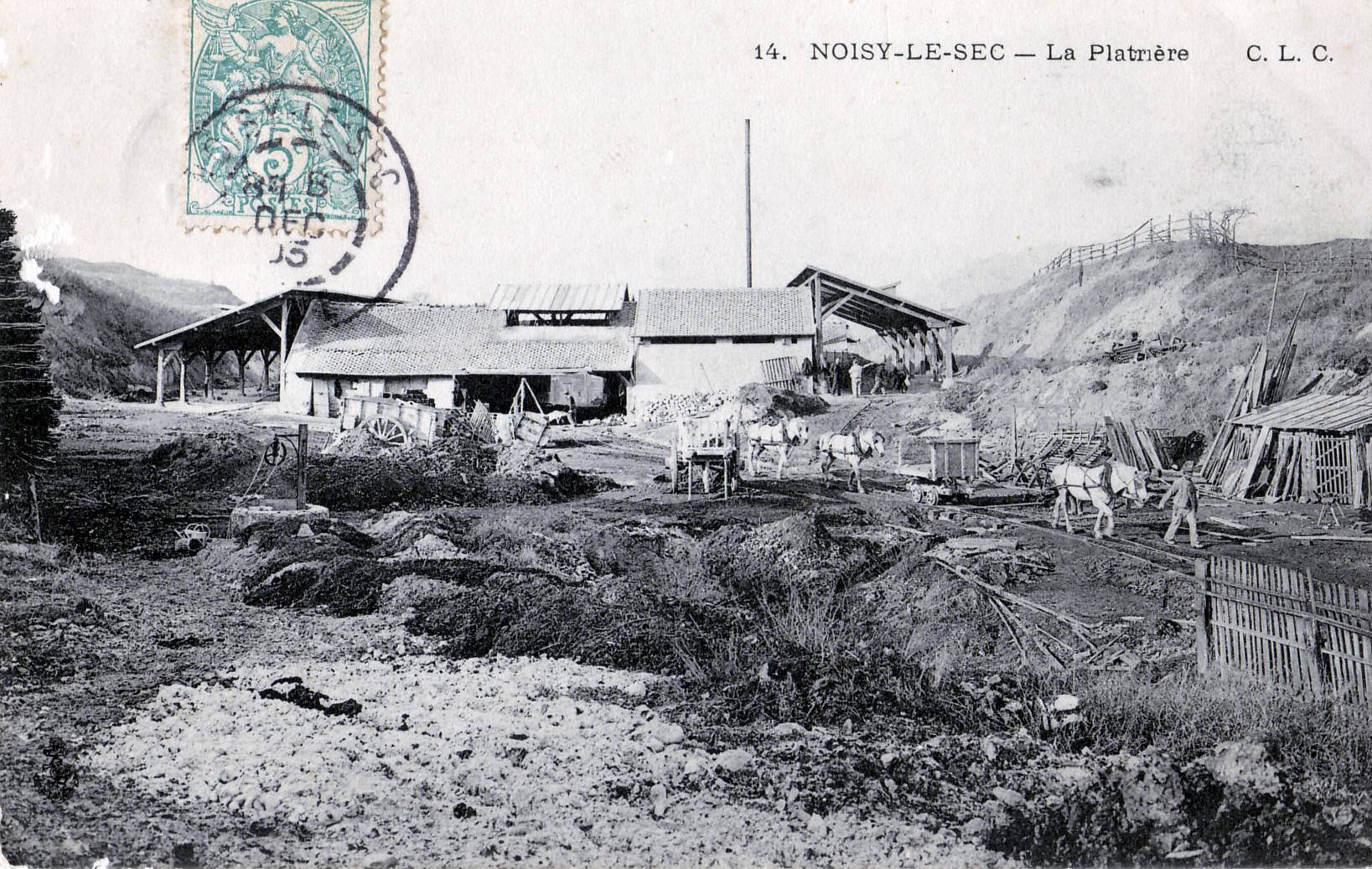

### Personalidades ligadas à comuna
- O químico Henri Moissan, prêmio Nobel de química em 1906, descobridor do flúor.
- O diretor Jean Delannoy.
- A cantora Pauline Croze.